# Broadway After Dark
Pour plus de détails, voir Fiche technique et Distribution.
Broadway After Dark est un film américain réalisé par Monta Bell et sorti en 1924.

## Fiche technique
- Réalisation : Monta Bell
- Scénario : Douglas Z. Doty d'après Broadway After Dark d'Owen Davis
- Production : Harry Rapf Productions
- Distributeur : Warner Bros.
- Photographie : Charles Van Enger
- Durée : 70 minutes (7 bobines)[1]
- Date de sortie :
  - USA : 31 mai 1924

## Distribution
- Adolphe Menjou : Ralph Norton
- Norma Shearer : Rose Dulane
- Anna Q. Nilsson : Helen Tremaine
- Edmund Burns : Jack Devlin
- Carmel Myers : Lenore Vance
- Vera Lewis : Mrs. Smith
- Willard Louis : Slim Scott
- Mervyn LeRoy : Carl Fisher
- James Quinn : Ed Fisher
- Edgar Norton : The Old Actor
- Gladys Tennyson as Vera
- Ethel Browning : The Chorus Girl
- Otto Hoffman : Norton's Valet
- Lew Harvey : Tom Devery
- Michael Dark : George Vance

## Statut
D'après Warner Bros. le film a rapporté 320 000 $.
Il est considéré comme perdu.